# Yang Wei (Musiker)
Yang Wei (chin.: 楊惟, * 1960) ist ein chinesischer Pipaspieler.
Yang erhielt ab dem sechsten Lebensjahr eine Ausbildung in verschiedenen traditionellen chinesischen Musikinstrumenten. Dreizehnjährig entschied er sich für die Pipa und wurde Schüler von Liu Dehai. 1988 trat er als Solist mit dem Shanghai Orchestra auf, und im Folgejahr erhielt er den ART Trophy First Prize beim internationalen Wettbewerb für chinesische Musikinstrumente in der Kategorie Pipaspieler.
1996 übersiedelte er in die USA. Hier trat er u. a. beim Ravinia International Music Festival, im Kimmel Center, im Lincoln Center und im Chicago Symphony Center auf. Er spielte die Uraufführung von Auftragskompositionen Bright Shengs, Huang Ruos und Lu Peis und war Artist in Residence am Chicago's Art Institute, wo er Vorlesungen über Musik hielt. Seit 2000 ist er Mitglied von Yo-Yo Mas Silk Road Ensemble, mit dem er die Alben When Strangers Meet und New Impossibilities aufnahm. In Zusammenarbeit mit Betti Xiang und dem Amelia Piano Trio entstand 1998 das Album Song of Consonance: Master of Chinese Music, Vol. 1. Unter eigenem Namen veröffentlichte er das Album Ambush from All Sides (2002).